# Euxoa telifera
Euxoa telifera là một loài bướm đêm trong họ Noctuidae.